# Museo della Via Ostiense
Il museo della Via Ostiense è sito presso Porta San Paolo o Porta Ostiense a Roma. Vi sono esposti importanti reperti relativi alla via Ostiense antica via di collegamento tra Roma ed Ostia e un plastico raffigurante l'antica città di Ostia.

## Storia

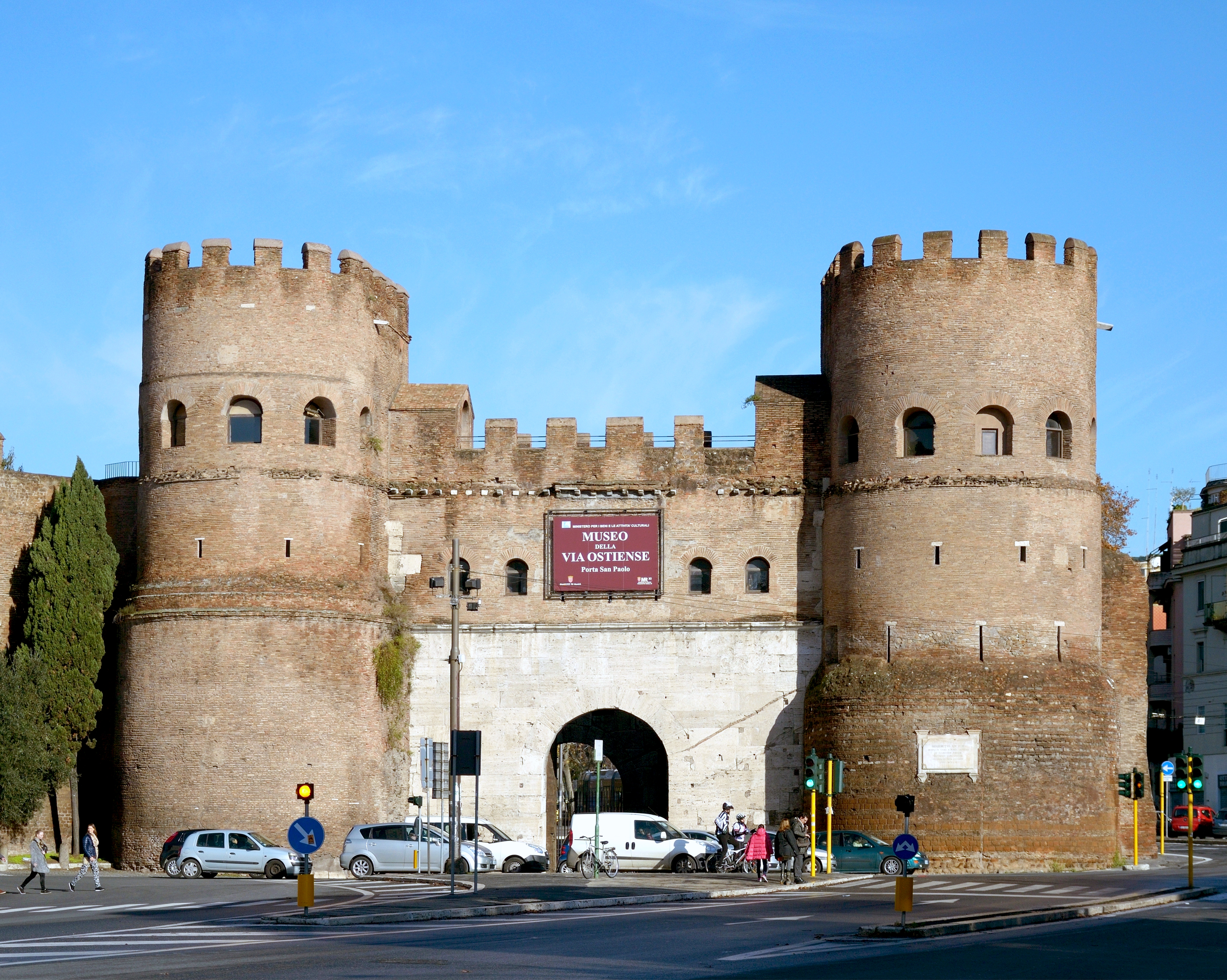
Sede: Porta San Paolo

Il museo fu realizzato nel 1954 per illustrare la topografia del territorio compreso tra Roma ed Ostia. E allestito all'interno di Porta San Paolo e vi sono esposti i più importanti reperti, rinvenuti negli ultimi 40 anni di scavi, relativi alla via Ostiense cioè al territorio compreso tra Roma ed Ostia. In esso si conservano numerosi oggetti della vita quotidiana, rilievi in marmo e in terracotta, sculture ispirate ai culti orientali, copie romane da originali greci ed ellenistici, un nutrito repertorio di ritratti imperiali e di sarcofagi (rilevante quello di fanciullo con putti danzanti), dipinti e mosaici, tra cui quello in "opus sectile" (secolo IV).
Direttore del museo Angelo Pellegrino che è anche direttore degli scavi di Ostia antica e già funzionario direttivo dell'allora Soprintendenza Archeologica di Ostia (1981-2013).

## Descrizione
Prima Sala
Questa sala è sita al primo piano della torre ovest della Porta San Paolo. Un plastico raffigurante Ostia costruito da Italo Gismondi negli anni trenta ed un dipinto ad olio di G. Marelli raffigurante via ostiense ed il territorio che da Roma arrivava fino al mare.
Galleria della Saracinesca o sala di manovra
Vi sono tre arcosoli realizzati nel III secolo originari di una tomba presso la Basilica di San Paolo fuori le mura. Essi raffigurano:
Prometeo che crea l'uomo;
un fagiano ed un pavone, che nella simbologia cristiana vogliono simboleggiare la vita ultraterrena.
Inoltre nella stessa sala vi sono un calco del miliario dell'XI miglio della via ostiense risalente al III secolo a.C. dei quadri ad olio di O. Ferretti inerenti a un sepolcreto di San Paolo e dei vari corredi funebri della stessa zona.

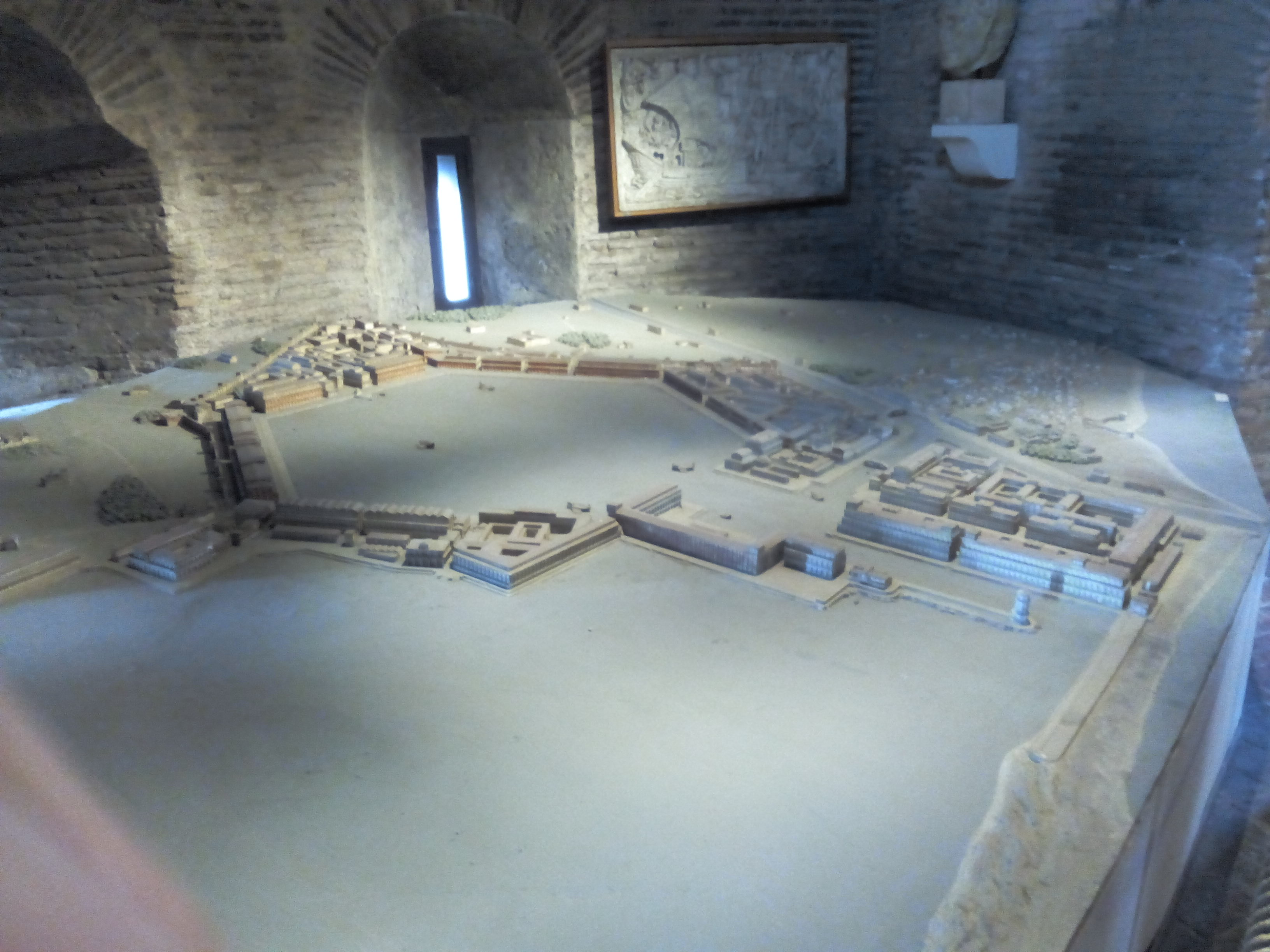

Seconda sala
Vi è un plastico che ricostruisce il porto esagonale di Traiano ed il porto di Claudio.
Mediante la Cella Muroniana si attraversa il camminamento esterno da cui si può ammirare una veduta sulla Piramide Cestia.
Terza Sala
Viene utilizzata come sala mostre e/o sala convegni. Inoltre vi è una struttura risalente al XVIII secolo rappresentante l'antico dazio, in seguito restaurato.
Nel giardino antistante l'ingresso sono stati posti dei ruderi marmorei funebri di epoca imperiale ritrovati nella via ostiense medesima.

## Accesso
Apertura dal martedì alla domenica dalle ore 9.00 alle 13.30. Chiuso il lunedì, il 25 dicembre, il 1º gennaio e il 1º maggio e i rimanenti festivi. Il primo sabato e domenica del mese alle ore 10.30 la Soprintendenza organizza visite accompagnate al Museo della Via Ostiense con successivo ingresso alla 'Piramide Cestia', previa prenotazione chiamando il numero 06 5743193.
Ingresso gratuito.

## Collegamenti
|  | È raggiungibile dalla stazione Roma Porta San Paolo. |

|  | È raggiungibile dalla stazione di Roma Ostiense. |

|  | È raggiungibile dalla stazione di Roma Ostiense. |

|  | È raggiungibile dalla stazione di Roma Ostiense. |

| È raggiungibile dalla fermata P.le Ostiense | del tram 3 |